# Amorbia colubrana
Amorbia colubrana es una especie de polilla del género Amorbia, tribu Sparganothini, subfamilia Tortricinae.

## Distribución
Se distribuye por Colombia.

## Taxonomía
Fue descrita por Zeller en 1866 y publicada en Stettin. ent. Ztg. 27: 145.